# Georgiens herrlandslag i fotboll
Georgiens herrlandslag i fotboll . Laget spelar i huvudsak sina hemmamatcher på Boris Paitjadze-stadion i huvudstaden Tbilisi, men även på Batumi-stadion i landets andra största stad, Batumi. Sedan 2021 är Willy Sagnol förbundskapten. Levan Kobiasjvili och Guram Kasjia delar rekordet för flest landskamper med hundra matcher vardera. Flest mål har Sjota Arveladze gjort med 26 mål.

## Historia
Georgiens fotbollsfederation bildades 1990 och är sedan 1992 medlem av Fifa och Uefa. Tidigare deltog georgiska spelare för Sovjetunionens räkning. Georgien spelade sin första internationella match i kvalspelet till EM 1996, en 1–0-förlust mot Moldavien. Georgien slutade trea i sin grupp före Moldavien och Wales, sju poäng efter tvåan Bulgarien. 
Georgien misslyckades med att kvala in till VM 1998 trots att man tog tio poäng och slutade fyra tillsammans med Polen. Det var under denna period som Georgien nådde sin högsta position på världsrankingen hittills, då laget låg 42:a på FIFA:s lista. 
Georgien kvalade in till EM 2024.
Georgien spelade sin första match den 27 maj 1990, hemma mot Litauen (2–2), även om landet formellt fortfarande tillhörde Sovjetunionen.
Den största segern hittills är en 8–0-vinst över Thailand i en vänskapsmatch 12 oktober 2023. I en landskamp borta mot Danmark år 2005 kom landets hittills största förlust, 1–6. Även 0–5 mot Rumänien borta 1996 är en lika stor förlust i hänsyn till målskillnad.
Den 15 maj 2012 beslutade sig Georgien för att ansöka om värdskapet för Europamästerskapet i fotboll 2020. Man hade tidigare planerat att söka tillsammans med Azerbajdzjan, men eftersom Azerbajdzjan satsade på att få värdskapet för sommar-OS, valde man att söka själva.

### EM-Kvalhistoria
Georgiens första kvalspel var till Europamästerskapet i fotboll 1996 i England. Georgien lottades in i en grupp med Tyskland, Bulgarien, Moldavien, Wales och Albanien. Som första kval gjorde Georgien en bra insats. Georgien lyckades ta 5 av 10 segrar. Segrarna kom mot Wales och Albanien i båda möten samt mot Bulgarien. Mot Wales noterade man en stor seger med hela 5–0. Det målrekord varade i ungefär ett år. Georgien gjorde ett misslyckat kval i EM 2000. Man hamnade sist i sin grupp med 5 poäng. Det blev två oavgjorda mot Slovenien och Lettland samt en vinst mot Albanien med 1-0 hemma. Den största förlusten blev mot Grekland borta som slutade med hela 3–0 till Grekland. I kvalet till EM 2004 stötte man på Schweiz, Ryssland, Irland och Albanien. Detta kval blev åter en besvikelse. Man hamnade sist i detta gruppspel med 7 inspelade poäng. Det blev seger mot Albanien och grannlandet Ryssland. Man tog även en poäng i en oavgjord match mot Schweiz hemma. Det blev inte mycket enklare för Georgien i EM kvalet 2008. Italien och Frankrike var de stora motståndarna som nästan helt var omöjliga att slå. Georgien lyckades slå Färöarna i båda mötena (6–0, 3–1). Det blev också oavgjort mot Ukraina 1–1 hemma. Man hamnade återigen näst sist, denna gång före Färöarna. I kvalet till EM 2012 lottades man in i en grupp med Grekland, Kroatien, Israel, Lettland och Malta. Det blev 2 vinster och 4 oavgjorda matcher som totalt sett blev 10 poäng. Vinsterna kom mot Malta och Kroatien. Båda hemmamatcher. Mot Malta, Grekland, Lettland och Israel blev det oavgjort. Även här blev det resultatmässigt en besvikelse. Man hamnade näst sist, före Malta. I kvalet till EM 2016 fick man med sig i sin grupp Tyskland, Polen, Irland, Skottland och Gibraltar. Detta kval var väldigt tufft för Georgien. Det enda lag man lyckades slå var Gibraltar som var det sämre landslaget. Man vann med 4–0 hemma och 3–0 borta. Man lyckades också ta 3 poäng mot Skottland. Irland, Tyskland och Polen förlorade man mot både i hemma- och bortamatcherna. Man hamnade näst sist i sin grupp med nio inspelade poäng.

### VM-kvalhistoria
Efter ett bra kval till Europamästerskapet i fotboll 1996 siktade man sig in till Fotbolls-VM i Frankrike 1998. I denna grupp fick man återigen spela mot Moldavien. Polen, Italien, England och Polen var nya motståndare. Man vann mot Moldavien i båda möten samt en 3–0-seger mot Polen. Man plockade även en poäng mot Italien hemma vilket var en skräll. Det svåraste laget att slå var England som man i båda mötena förlorade mot med 0–2. Kvalet till EM 2000 blev en besvikelse för Georgien. I nästkommande kval till VM spelade man mot på Italien, Rumänien, Ungern och Litauen. Trots att man i första matchen mot Litauen vann med hela 4–0 följdes man av dåliga resultat. Georgien förlorade  mot Italien och Rumänien med 0–2, samt mot Ungern med 1–4. Men till slut lyckades man vända till 3–1 hemma mot Ungern samt 2–0 mot Litauen. Man plockade även en poäng mot Rumänien. Man slutade till sist trea i sin grupp. Efter Italien och Rumänien, men före Ungern och Litauen. Detta kval är nog det bästa VM-kval Georgien genomfört. 
Kvalet till VM 2006 visade sig bli tufft för Georgiens del. Det blev en del skrällar som oavgjort mot Turkiet, Ukraina  och Danmark. Det blev även seger och oavgjort mot Kazakstan. Mot Albanien tog man 3 poäng. Man hamnade näst sist i sin grupp med 10 poäng. Det enda land man lyckades slå var Kazakstan. I matchen borta mot Danmark förlorade man med 1–6, vilket är den största förlust som Georgien genomgått i ett kval. Efter en period av misslyckade kval ville man lyckas nå fotbolls-VM i Sydafrika. Man lottades in i en grupp tillsammans med Italien, Irland, Bulgarien, Cypern och Montenegro. Det blev en sistaplats i detta kvalspel. Det blev 3 oavgjorda matcher, mot Cypern, Bulgarien och Montenegro. Man kunde ha plockat en poäng mot Italien. Man förlorade den matchen med 0–2 där båda målen gjordes av självmål av Kacha Kaladze. I kvalet till VM 2014 började man bra mot Vitryssland där man vann med 1–0 hemma. Man var nära att spela oavgjort mot Spanien hemma. Men man förlorade med 0–1 då Roberto Soldado gjorde mål i 86:e matchminuten. Det blev därefter oavgjort borta mot Finland. Men sen gick det neråt för Georgien med raka förluster. Man kom dock undan med en oavgjord match hemma mot Frankrike som var en skräll. Man plockade ihop 5 poäng totalt. Man kom bara före Vitryssland.  

### EM-rekord
| EM-rekord      | EM-rekord                     | EM-rekord | EM-rekord | EM-rekord | EM-rekord | EM-rekord | EM-rekord | EM-rekord |
| År             | Runda                         | Position  | S         | V         | O         | F         | GM        | IM        |
| -------------- | ----------------------------- | --------- | --------- | --------- | --------- | --------- | --------- | --------- |
| 1960 till 1992 | Deltog ej, var en del av SSSR | -         | -         | -         | -         | -         | -         | -         |
| 1996           | Kvalade inte in               | -         | -         | -         | -         | -         | -         | -         |
| 2000           | Kvalade inte in               | -         | -         | -         | -         | -         | -         | -         |
| 2004           | Kvalade inte in               | -         | -         | -         | -         | -         | -         | -         |
| 2008           | Kvalade inte in               | -         | -         | -         | -         | -         | -         | -         |
| 2012           | Kvalade inte in               | -         | -         | -         | -         | -         | -         | -         |
| 2016           | Kvalade inte in               | -         | -         | -         | -         | -         | -         | -         |
| 2020           | Kvalade inte in               | -         | -         | -         | -         | -         | -         | -         |
| 2024           | Åttondelsfinal                | -         | 4         | 1         | 1         | 2         | 5         | 8         |

### VM-rekord
| VM-rekord      | VM-rekord                     | VM-rekord | VM-rekord | VM-rekord | VM-rekord | VM-rekord | VM-rekord | VM-rekord |
| År             | Runda                         | Position  | S         | V         | O         | F         | GM        | IM        |
| -------------- | ----------------------------- | --------- | --------- | --------- | --------- | --------- | --------- | --------- |
| 1930 till 1990 | Deltog ej, var en del av USSR | -         | -         | -         | -         | -         | -         | -         |
| 1994           | Kvalade inte in               | -         | -         | -         | -         | -         | -         | -         |
| 1998           | Kvalade inte in               | -         | -         | -         | -         | -         | -         | -         |
| 2002           | Kvalade inte in               | -         | -         | -         | -         | -         | -         | -         |
| 2006           | Kvalade inte in               | -         | -         | -         | -         | -         | -         | -         |
| 2010           | Kvalade inte in               | -         | -         | -         | -         | -         | -         | -         |
| 2014           | Kvalade inte in               | -         | -         | -         | -         | -         | -         | -         |
| 2018           | Kvalade inte in               | -         | -         | -         | -         | -         | -         | -         |
| 2022           | Kvalade inte in               | -         | -         | -         | -         | -         | -         | -         |

### Tränarhistoria
- Giga Norakidze (1992)
- Aleksandr Tjivadze (1993–1996)
- Vladimir Gutsajev (1996)
- Davit Kipiani (1997)
- Vladimir Gutsajev (1998)
- Gigla Imnadze (1998)
- Vladimir Gutsajev (1998–1999)
- Johan Boskamp (1999)
- David Kipiani och Revaz Dzodzuasjvili (2000–2001)
- Aleksandr Tjivadze (2001–2003)
- Ivo Susak (2003)
- Merab Dzjordania (2003)
- Gotja Tqhebutjava (2004)
- Alain Giresse (2004–2005)
- Gayoz Darsadze (2005)
- Klaus Toppmöller (2006–2008)
- Héctor Cúper (2008–2009)
- Temuri Ketsbaia (2010–2015)
- Kachaber Tschadadze (2015–2016)
- Vladimír Weiss (2016–2020)
- Willy Sagnol (2021–)

## Spelartrupp
Följande spelare kallades in till landskamperna mot Sverige och Uzbekistan 11 respektive 15 november 2021.
Antalet landskamper och mål korrekta per den 12 oktober 2021 efter matchen mot Kosovo.
| Nr | Pos. | Namn                   | Födelsedatum (ålder) | Matcher | Mål |              | Klubb                |
| -- | ---- | ---------------------- | -------------------- | ------- | --- | ------------ | -------------------- |
|    | MV   | Giorgi Loria           | 27 januari 1986      | 70      | 0   | Cypern       | Anorthosis Famagusta |
|    | MV   | Lazare Kupatadze       | 1 januari 1996       | 1       | 0   | Georgien     | Dinamo Batumi        |
|    | MV   | Luka Gugesjasjvili     | 29 april 1999        | 0       | 0   | Georgien     | Dila Gori            |
|    |      |                        |                      |         |     |              |                      |
|    | F    | Guram Kasjia           | 4 juli 1987          | 90      | 2   | Slovakien    | Slovan Bratislava    |
|    | F    | Otar Kakabadze         | 27 juni 1995         | 45      | 0   | Polen        | Cracovia             |
|    | F    | Davit Chotjolava       | 8 februari 1993      | 31      | 0   | Danmark      | FC Köpenhamn         |
|    | F    | Lasja Dvali            | 14 maj 1995          | 22      | 1   | Ungern       | Ferencváros          |
|    | F    | Guram Giorbelidze      | 25 februari 1996     | 8       | 0   | Tyskland     | Dynamo Dresden       |
|    | F    | Grigol Tschabradze     | 20 april 1996        | 6       | 0   | Georgien     | Dinamo Batumi        |
|    | F    | Irakli Azarovi         | 21 januari 2002      | 4       | 0   | Georgien     | Dinamo Batumi        |
|    | F    | Luka Lotjosjvili       | 29 maj 1998          | 2       | 0   | Österrike    | Wolfsberger AC       |
|    |      |                        |                      |         |     |              |                      |
|    | MF   | Dzjaba Kankava         | 18 mars 1986         | 99      | 10  | Slovakien    | Slovan Bratislava    |
|    | MF   | Valerian Gvilia        | 24 maj 1994          | 39      | 3   | Polen        | Raków Częstochowa    |
|    | MF   | Nika Kvekveskiri       | 29 maj 1992          | 39      | 0   | Polen        | Lech Poznań          |
|    | MF   | Giorgi Aburdzjania     | 2 januari 1995       | 26      | 1   | Portugal     | Gil Vicente          |
|    | MF   | Otar Kiteisjvili       | 26 mars 1996         | 24      | 0   | Österrike    | Sturm Graz           |
|    | MF   | Saba Lobzjanidze       | 18 december 1994     | 20      | 2   | Turkiet      | Hatayspor            |
|    | MF   | Giorgi Tschakvetadze   | 29 augusti 1999      | 13      | 5   | Belgien      | Gent                 |
|    | MF   | Zuriko Davitasjvili    | 15 februari 2001     | 12      | 2   | Ryssland     | Arsenal Tula         |
|    | MF   | Chvitja Kvaratschelia  | 12 februari 2001     | 10      | 3   | Italien      | SSC Napoli           |
|    | MF   | Giorgi Tsitaisjvili    | 18 november 2000     | 3       | 0   | Ukraina      | Chornomorets Odessa  |
|    | MF   | Vladimer Mamutjasjvili | 28 augusti 1997      | 3       | 0   | Georgien     | Dinamo Batumi        |
|    |      |                        |                      |         |     |              |                      |
|    | A    | Tornike Okriasjvili    | 12 februari 1992     | 48      | 13  | Cypern       | APOEL                |
|    | A    | Giorgi Kvilitaia       | 1 oktober 1993       | 34      | 5   | Cypern       | APOEL                |
|    | A    | Davit Volkovi          | 3 juni 1995          | 0       | 0   | Azerbajdzjan | Zira                 |

## Spelare
Spelare i fetstil är fortfarande aktiva i landslaget.

### Flest landskamper

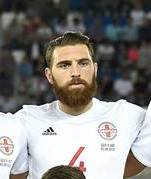
Guram Kasjia är den spelare som gjort flest framträdanden för Georgiens landslag.

| Nr | Namn                | Matcher | Mål | Karriär   |
| -- | ------------------- | ------- | --- | --------- |
| 1  | Guram Kasjia        | 114     | 3   | 2009–     |
| 2  | Dzjaba Kankava      | 101     | 10  | 2004–2024 |
| 3  | Levan Kobiasjvili   | 100     | 12  | 1996–2011 |
| 4  | Zurab Chizanisjvili | 93      | 1   | 1999–2015 |
| 5  | Kacha Kaladze       | 83      | 1   | 1996–2011 |
| 6  | Giorgi Loria        | 78      | 0   | 2008–     |
| 7  | Giorgi Nemsadze     | 69      | 0   | 1992–2004 |
| 8  | Aleksandre Iasjvili | 67      | 15  | 1996–2011 |
| 9  | Gotja Dzjamarauli   | 62      | 6   | 1994–2004 |
| 9  | Valeri Qazaisjvili  | 62      | 13  | 2014–2022 |
| 9  | Otar Kakabadze      | 62      | 0   | 2015–     |

### Flest gjorda mål

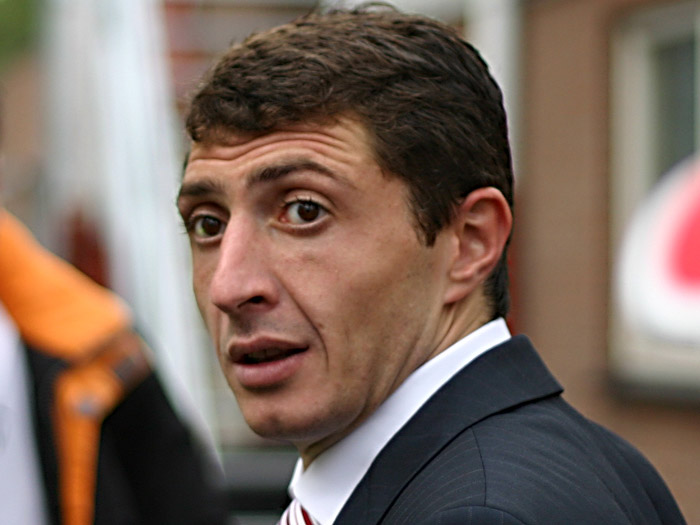
Sjota Arveladze har gjort flest mål för Georgiens landslag.

| Nr | Namn                  | Mål | Matcher | Målsnitt | Karriär   |
| -- | --------------------- | --- | ------- | -------- | --------- |
| 1  | Sjota Arveladze       | 26  | 61      | 0.43     | 1992–2007 |
| 2  | Temuri Ketsbaia       | 17  | 52      | 0.33     | 1990–2003 |
| 3  | Chvitja Kvaratschelia | 15  | 31      | 0.48     | 2019–     |
| 3  | Aleksandre Iasjvili   | 15  | 67      | 0.22     | 1996–2011 |
| 5  | Tornike Okriasjvili   | 13  | 50      | 0.26     | 2010–2021 |
| 5  | Valeri Qazaisjvili    | 13  | 62      | 0.21     | 2014–2022 |
| 7  | Giorgi Demetradze     | 12  | 56      | 0.21     | 1996–2007 |
| 7  | Levan Kobiasjvili     | 12  | 100     | 0.12     | 1996–2011 |
| 9  | Georges Mikautadze    | 11  | 26      | 0.42     | 2021–     |
| 10 | Dzjaba Kankava        | 10  | 101     | 0.1      | 2004–2024 |

### Kända namn
- Kacha Kaladze
- Sjota Arveladze
- Levan Kobiasjvili
- Giorgij Makaridze
- Levan Mtjedlidze
- Dzjano Ananidze
- Levan Qenia
- Ilia Kandelaki